# Doolow
Koordinaten: 4° 9′ N, 42° 5′ O
Doolow, auch als Dolo oder Dolo Odo bekannt (Somali: Doolow, Amharisch: ዶሎ Dolo bzw. ዶሎ ፡ ኦዶ Dolo Odo), ist eine Stadt an der Grenze zwischen der Region Gedo in Somalia und der Liben-Zone der Region Somali in Äthiopien.
Der Ort liegt an der Stelle, wo sich die aus dem südlichen äthiopischen Hochland kommenden Flüsse Ganale (Ganaalee) und Dawa zum Jubba vereinigen. Der äthiopische Teil liegt auf der einen Seite des Jubba auf einem Hügel, der somalische Teil liegt auf der anderen Seite.
Doolow wurde 1910 von Äthiopien erobert, das eine kleine Militärstation errichtete. Im Oktober 1935 wurde der Ort von den Truppen Rodolfo Grazianis verwüstet, die anschließend gegen Negele Boran zogen. 1938 hatte Doolow nach Angaben der italienischen Besatzungsmacht 200 Einwohner. In der zweiten Hälfte des 20. Jahrhunderts beherbergte Doolow eine bedeutende äthiopische Garnison gegen die Rebellen der Westsomalischen Befreiungsfront, zudem diente es als Basis für äthiopische Eingriffe in Somalia. In den 1980er Jahren entstanden in der Umgebung Lager für Flüchtlinge aus Somalia, die zum Wachstum des Ortes beitrugen.
Die äthiopische Volkszählung von 2005 gibt für Dolo 30.970 Einwohner an. 1997 waren nach äthiopischen Angaben von 20.762 Bewohnern 97,97 % Somali, 0,65 % (136) Amharen und 0,56 % (117) Oromo.